# APR1
APR-1 est une fonction de hashage utilisé par les serveurs Apache pour chiffrer les mots de passe .htaccess.
Il se sert de MD5 comme base.
Le résultat est structuré comme suit :
```
$apr1$__SALT__$_________HASH_________
```

Le sel fait 8 caractères et le hash 22.